# The Sims 2 (для игровых приставок)
The Sims 2 — однопользовательская видеоигра в жанре симулятора жизни, которая была разработана студией Maxis и выпущена компанией Electronic Arts для игровых приставок PlayStation 2, Xbox и GameCube 24 октября 2005 года.
Игра представляет собой симулятор жизни, где игрок должен управлять виртуальной жизнью персонажа, удовлетворять его базовые потребности во сне, еде, общаться с другими персонажами, ходить на работу и исполнять его мечты. Симулятор создан по образу The Sims 2 для персональных компьютеров и выпущенный в 2004 году, однако не является её портом, а самостоятельной игрой со своим игровым движком с упрощённой графикой, подходящим для работы на игровых приставках шестого поколения. Саму игру принято считать преемником The Urbz: Sims in the City.
Игра получила смешанные оценки от игровых критиков, среди основных достоинств ими была отмечена хорошо проработанная сюжетная линия, возможность свободно перемещаться внутри игрового мира. Главным недостатком было признано неудобное и сложное управление.

## Игровой процесс

Изображение геймплея игры

Игра представляет собой виртуальную песочницу, симулятор жизни. Основная задача игрока сводится к управлению персонажем — симом, удовлетворению его базовых потребностей, общению с другими персонажами, продвижению по карьерной лестнице и так далее. Игра начинается с редактора персонажа, где игрок выбирает пол, цвет кожи, имя и фамилию персонажа, а также желаемые черты лица, одежду и причёску для него. Игрок должен следить за тем, чтобы персонаж питался, мылся в душе, ходил в туалет, имел время для сна. Чтобы питаться, персонаж должен добывать или покупать такие ингредиенты, как овощи, мясо, специи и так далее, чтобы затем их приготовить. Игра предлагает всего 47 ингредиентов, которые игрок может комбинировать, чтобы создать свыше миллиона вариантов блюд. Некоторые из которых способны повышать или наоборот понижать характеристики или шкалы потребностей сима. Игрок должен управлять персонажем, выполнять его желания, совершенствовать навыки, строить дом и проходить сюжетные квесты. Цель игрока — достижение вершины карьеры (всего в игре доступно 10 разных карьер) и завершение сюжетной линии. В игре доступно множество разных локаций. Также для персонажа важно развивать отношения с другими, он может встречать инопланетян. При удачном выполнении сюжетных квестов для персонажа станут доступны новые локации и награды в виде особых предметов. Также в игре доступен режим свободной игры, в таком случае игрок сможет полностью сам контролировать действия персонажа, как в ПК-версии игры. The Sims 2 также предлагает мини-игру, где игрок может создавать мелодии.
В игре персонажи не могут стареть и обзаводиться детьми, тем не менее игрок при создании персонажа, должен указать в семейном древе своих предков. Игроки версии PlayStation 2 при наличии EyeToy также могут в редакторе персонажа создать собственную одежду.
В игре присутствует режим жизни, и редактор строительства или покупки. Однако игровой процесс приспособлен для управления джойстиком. Качество графики в игре для Xbox заметно выше, чем для PS2, а версия для GameCube имеет более сглаженные текстуры объектов. В версию для консолей внедрён режим двойного экрана, чтобы иметь возможность наблюдать за несколькими управляемыми персонажами. Помимо этого владельцы EyeToy могут портировать изображения в версию для PSP2 в виде портрета себя, изображений на одежде или рекламных щитов.

## Создание и выход
Коммерческий успех игры Sims 2 для персональных компьютеров вдохновил разработчиков на создание версии игры для игровых приставок. The Sims 2 для игровых приставок не является портом оригинальной The Sims 2, а заново созданной игрой с похожей концепцией, но с иным игровым движком, предназначенным для игровых приставок, тем не менее The Sims 2 для консолей и PSP гораздо ближе к оригиналу, чем версии The Sims 2 для портативных устройств Nintendo DS и GBA. Сама приставочная The Sims 2 создавалась на фундаменте наработок не выпущенной консольной The Urbz 2: Sims Nightlife — которыя должна была стать продолжением к The Urbz: Sims in the City. Работая над The Sims 2, разработчики старались исключить недостатки, присущие играм Bustin’ Out и The Urbz.
Государственная американская компания ESRB присудила версиям для всех приставок рейтинг «Т» (для подростков старше 13 лет), данный рейтинг получают игры, в меру содержащие сцены насилия, грубый юмор, непристойные сцены и в меру сексуальные сцены. Европейская рейтинговая система PEGI присудила рейтинг 12+. Австралийская аттестационная комиссия присудила рейтинг М за наличие умеренных сексуальных сцен.
Для создания консольной версии The Sims 2, в Maxis была сформированная специальная команда, которая ставила перед собой две основные цели — создание игры, максимально приближенной своему братскому аналогу для компьютеров, но одновременно предлагающей множество нового и оригинального контента и свежих идей, с которыми игроки The Sims ранее не сталкивались. В игру было решено добавить возможность прямого контроля персонажа без необходимости наводить курсор. Если важным элементом режима жизни персонажей в The Sims 2 для ПК являются желания и страхи, то разработчики консольной версии хотели сосредоточиться на творческом развитии персонажа, его личности и вдохновении. Также особенностью консольной The Sims 2 стало возможность создавать различные и новые блюда с помощью комбинирования различных купленных добытых или найденных ингредиентов.
Если в исходной игре для персональных компьютеров делался упор на качественную графику, то в игре для консолей решили сделать больший упор на развитие сюжетных линий. Консольная версия обладает упрощённой графикой, приспособленной для игровой приставки шестого поколения, но одновременно обладает открытым игровым миром и улучшенными визуальными эффектами, например в игре присутствуют облака, плавная смена дня и ночи, тени в режиме реального времени и колыхающиеся деревья. В процессе разработки для вымышленного городка выла составлена карта, которая впоследствии была убрана, при этом планировка города на карте имеет явное внешнее сходство с базовым городком Сансет Вэлли из The Sims 3.
Впервые о предстоящем выходе игры стало известно 5 мая 2005 года, тогда же было объявлено, что свои версии The Sims 2 помимо игровых приставок выйдут на DS, PSP, Xbox, Game Boy Advance и мобильных телефонах. The Sims 2 таким образом стала четвёртой игрой серии The Sims для консолей после The Sims, The Sims Bustin’ Out и The Urbz: Sims in the City. 4 октября стало известно, что игра вышла в печать.
Выход игры состоялся 24 октября 2005 года в США для игровых приставок PlayStation 2, Xbox и GameCube. В Европе игра вышла 4 ноября для PS2 и GameCube, в России — 4 ноября для PS2.

## Музыка
В игре есть возможность прослушивать музыкальные композиции, записанные на симлише с участием известных музыкантов и групп, таких, как Paramore, Райан Фергюсон, Trivium, The Humble Brothers. Музыка в фоновом режиме также имеется в дополнении к The Sims 2 для компьютеров — «Ночная Жизнь».
| №   | Название                  | Автор(ы)                        | Длительность |
| --- | ------------------------- | ------------------------------- | ------------ |
| 1.  | «Pressure»                | Paramore                        | 3:06         |
| 2.  | «Like Light To The Flies» | Trivium                         | 5:41         |
| 3.  | «Late Again»              | MxPx                            | 2:36         |
| 4.  | «Take Me Home Please»     | Reggie and the Full Effect      | 4:11         |
| 5.  | «Suddenly»                | Райан Фергюсон                  | 2:22         |
| 6.  | «Upside»                  | The Humble Brothers             | 4:10         |
| 7.  | «Clearblue»               | The Humble Brothers             | 4:35         |
| 8.  | «Chameleon»               | Китти Шэк и The Humble Brothers | 3:59         |
| 9.  | «Another World»           | Китти Шэк                       | 4:23         |
| 10. | «Just Let Go»             | Fischerspooner                  | 4:18         |

## Восприятие
| Сводный рейтинг                    | Сводный рейтинг | Сводный рейтинг | Сводный рейтинг |
| Издание                            | Оценка          | Оценка          | Оценка          |
| Издание                            | GC              | PS2             | Xbox            |
| ---------------------------------- | --------------- | --------------- | --------------- |
| GameRankings                       | 74,06 %         | 76,70 %         | 74,93 %         |
| Metacritic                         | 75/100          | 75/100          | 73/100          |
| Иноязычные издания                 |                 |                 |                 |
| Издание                            | Оценка          | Оценка          | Оценка          |
| Издание                            | GC              | PS2             | Xbox            |
| Eurogamer                          | N/A             | 50 %            | N/A             |
| Game Informer                      | 78 %            | 78 %            | 78 %            |
| GamePro                            | 90/100          | 90/100          | 90/100          |
| GameRevolution                     | [ 36 ]          | [ 35 ]          | [ 34 ]          |
| GameSpot                           | 6,5/10          | 6,5/10          | 6,5/10          |
| GameSpy                            | [ 36 ]          | [ 35 ]          | [ 34 ]          |
| GameZone                           | N/A             | 80/100          | 85/100          |
| IGN                                | 8,5/10          | 8,5/10          | 8,5/10          |
| Nintendo World Report              | 85/100          | N/A             | N/A             |
| OPMUK                              | N/A             | 80/100          | N/A             |
| OXM                                | N/A             | N/A             | 80/100          |
| TeamXbox                           | N/A             | N/A             | [ 34 ]          |
| PlayStation: The Official Magazine | N/A             | 9,0             | N/A             |

Игра для игровых приставок встретила, в общем положительные и смешанные отзывы от разных игровых критиков. Так, по версии сайта Metacritic, The Sims 2 для PlayStation 2 получила 75 баллов из 100 по оценке критиков, и лишь 4,1 из 100 по оценке простых пользователей Хотя критики оценили игру для Xbox примерно также, отзывы у пользователей она получила заметно выше — 6,9 из 10. Игра, выпущенная для игровой приставки GameCube, получила 73 баллов из 100.
Среди достоинств игры критиками была отмечена новая проработанная сюжетная линия, наличие множества эксклюзивных предметов, внимание к незначительным деталям игрового мира, широкий выбор одежды и причёсок, возможность перемещаться между локациями без экрана загрузки и исследовать разные уголки города, а также введенная двойная система управления, позволяющая с помощью джойстика следить за несколькими персонажами. Джуан Кастро отметил, что игра стала гораздо лучше своей фактической предшественницы The Urbz: Sims in the City. Графика в игре для Xbox заметно качественнее, а сама игра грузится быстрее, чем в PlayStation 2.
Критик сайта «Gamechronicles» отметил, что люди в игре получились забавными, редактор персонажа хоть и проще, чем в оригинальной игре, но всё равно остаётся приемлемым. Качество графики заметно ниже, чем в игре для ПК, но всё же остаётся достаточно высоким, а симы выглядят достаточно реалистичными. Критик отметил, что игра, в общем, выглядит неплохо, но он не рекомендует её тем, кто уже успел обзавестись версией для ПК. Критик сайта Worth Playing назвал игру далеко не такой интересной, как оригинал. Редактор журнала Official Playstation 2 Magazine наоборот назвал The Sims 2 достойным портом, который и вовсе не чувствуется таковым. Критик журнала Electronic Gaming Monthly признал превосходство игрового процесса и графики над её предшественницей — The Urbz, тем не менее даже без этого она уже выглядит морально устаревшей.
Среди недостатков в игре отмечены неудобное управление, из-за которого новый игрок может не справляться даже с элементарными задачами. Хотя часть обозревателей наоборот похвалили интерфейс и управление. Геймплей, по сравнению с оригинальной игрой, выглядит скудно. Сами возможности строительства дома более ограничены, по сравнению с игрой для ПК Несмотря на то, что в игре есть сюжет, по которому управляемый персонаж должен двигаться, большую часть времени игрок тратит на удовлетворение базовых потребностей персонажа, таких как сон, еда и туалет. Самый неприятный момент в игре заключается в том, что большую часть времени персонаж тратит на перемещение из точки А в точку Б. Также редактор Official Xbox Magazine выразил разочарование по поводу того, что симы не стареют и не могут иметь детей. Однако данный недостаток компенсируется механикой открытия скрытых локаций и мини-играми готовки и создании музыки. Критик журнала Electronic Gaming Monthly сравнил The Sims 2 для игровых приставок скорее с версией The Sims 1.5, заметив, что игра предлагает множество интересных локаций и взаимодействий, но она не предлагает усовершенствованного игрового процесса.
По мнению Эндрю Парка, The Sims 2 для игровой приставки — это не совсем удачная попытка разработчиков приспособить оригинальную игру для управления джойстиком и, в то же время, сохранить её открытый геймплей